# 广告心理学
广告心理学作为应用心理学在广告学方面的一个分支，研究广告对于潜在消费者的作用和普遍意义上的购买决策的动机。常被视为研究广告效果提升的市场调研的一个分支领域。
广告心理学与消费者心理学交织在一起，广告心理学几乎涉及心理学的所有研究专题：注意、知觉、联想、理解、记忆乃至情绪、动机、需要、个性等。
1908年美国应用心理学家W.D.斯科特出版了世界上第一本这方面的专著：《广告心理学》。